# Viol en tant qu'arme de génocide
Le viol en tant qu'arme de génocide est la pratique de viols de masse et de viols collectifs perpétrés contre les membres du groupe visé dans une intention de génocide,. Ces crimes, en tant que partie intégrante du processus génocidaire, ont participé à définir le viol comme une arme de génocide. Même si les viols de guerre sont récurrents dans l'histoire des conflits humains, ils sont souvent considérés comme un « dommage collatéral » au lieu d'être analysés comme un élément constitutif de la stratégie militaire.
Les viols en tant qu'arme d'un génocide se sont produits au cours du massacre de Nankin, de la Shoah, de la guerre de libération du Bangladesh,,,, des guerres de Yougoslavie, du génocide des Tutsi au Rwanda,, du génocide des Yézidis, de la guerre civile sud-soudanaise, du génocide des Rohingya et du génocide des Ouïghours,. Certains auteurs classent dans les viols en tant que génocide les agressions sexuelles commises contre les femmes lors de la partition des Indes.

## Débats sur la place des viols dans un génocide
Certains auteurs estiment que la Convention sur le génocide de 1948 devrait clarifier que les viols massifs s'inscrivent parmi les crimes génocidaires,,,. D'autres spécialistes estiment le viol en tant qu'arme de génocide est déjà inclus dans l'article 2 de la Convention. Catharine MacKinnon soutient que le viol est un procédé qui, en passant par les femmes, vise à détruire l'ensemble d'un groupe ethnique.
Siobhan Fisher déclare que le caractère génocidaire réside dans la grossesse forcée et non dans le viol lui-même. Selon elle, « le viol répété des victimes est "seulement" un viol alors que la volonté de féconder les victimes est un processus plus grave »,. Lisa Sharlach critique cette définition, trop restreinte, car un viol de masse ne doit pas être considéré comme génocidaire uniquement si les victimes sont fécondées par contrainte.

### Le viol en tant qu'arme de génocide
D'après Amnesty International, le recours au viol en temps de guerre n'est pas un dommage collatéral des conflits mais, au contraire, une stratégie militaire délibérée et préparée. Au cours des vingt-cinq dernières années, la guerre a changé : au lieu de conflits entre États, il devient plus courant d'assister à des guerres civiles communautaires au sein d'un État. Dans ces conflits, il est de plus en plus banal de voir des criminels (rattachés ou non à l'autorité de l'État) perpétrer des viols contre la population civile. Les journalistes et les ONG des droits humains ont recensé des campagnes de viols dans plusieurs cadres : en ex-Yougoslavie, au Sierra Leone (en), au Rwanda, au Liberia, au Soudan, en Ouganda et au Congo.
Ces viols massifs servent deux objectifs. D'abord, semer la terreur chez la population civile, dans l'intention de forcer les groupes à fuir en abandonnant leurs biens. Ensuite, affaiblir les perspectives d'un retour et d'une reconstitution du groupe visé, après lui avoir infligé des humiliations et déstabilisé sa cohésion sociale. Ces deux objectifs revêtent une importance stratégique pour les criminels non rattachés à un État, car ils cherchent à éliminer la présence physique de leurs victimes. Le viol de masse se prête bien aux opérations de « nettoyage ethnique » et de génocide, car l'objectif est de détruire une population, de la déplacer de force et de tuer toute velléité d'un retour.
Le viol en tant qu'arme de génocide vise aussi à imposer des grossesses : l'agresseur ne se borne pas à envahir les terres d'une population, mais il interfère aussi dans les filiations et les communautés familiales. Néanmoins, les viols n'épargnent pas les femmes qui ne peuvent pas tomber enceintes : les agressions concernent une large tranche d'âge, depuis les enfants jusqu'aux femmes de quatre-vingt ans,.

### Crime contre l'humanité et crime de guerre
Avant les années 1990 et la création de tribunaux pénaux internationaux pour juger les crimes commis durant la guerre civile au Rwanda et les guerres en ex-Yougoslavie, les crimes sexuels comme outils de guerre étaient punis comme actes de torture ou de réduction en esclavage. En 1993, le viol est inclus dans la liste des crimes contre l'humanité dans le cadre de l'article 5 des statuts du Tribunal pénal international pour l'ex-Yougoslavie, qui établit la liste de crimes habilités à être jugés par la Cour. En 1994, le Tribunal pénal international pour le Rwanda introduit la prostitution forcée parmi les crimes de guerre.
Le Statut de Rome, visant à établir une norme pénale internationale sur les crimes de guerre et adopté en 1998 lors de la Conférence des Nations unies à Rome, inclut la prostitution forcée dans les crimes contre l'humanité (article 7) et les crimes de guerre (article 8).

## Cas documentés
Pendant la guerre sino-japonaise de 1937-1945, l'armée impériale japonaise qui a envahi Nankin a commis des agressions que la postérité connaît sous le nom de « viol de Nankin ». Adam Jones y voit « l'un des pires exemples de viol en tant qu'arme de génocide ». Au cours de cette campagne, des dizaines de milliers de femmes sont victimes de viols collectifs et d'assassinats. Le tribunal militaire international pour l'Extrême-Orient estime le nombre de victimes à 20 000, dont de jeunes enfants et des femmes âgées. Nombre de ces agressions étaient systématiques : les soldats entraient dans chaque logement pour s'emparer des jeunes filles ; beaucoup de femmes, retenues prisonnières, subissaient un viol collectif. Les victimes étaient souvent tuées aussitôt après avoir subi des viols et les méthodes d'exécution consistent parfois à leur infliger de graves mutilations sexuelles ; d'autres étaient mutilées par l'insertion d'une baïonnette, d'un bâton de bambou ou d'autres objets dans le vagin. Les jeunes enfants aussi étaient visées : les soldats japonais élargissaient leurs organes au couteau pour les pénétrer. Le 19 décembre 1937, le révérend James M. McCallum écrit dans son journal :

« Je ne sais pas quand cela se terminera. Jamais je n'ai entendu ou lu autant de brutalité. Viol ! Viol ! Viol ! Nous estimons au moins 1 000 cas par nuit et beaucoup de jour. En cas de résistance ou tout ce qui ressemble à une réprobation, il y a un coup de baïonnette ou une balle… Les gens sont hystériques… Les femmes sont emportées chaque matin, après-midi et soir. Toute l'armée japonaise semble libre d'aller et venir comme elle veut et de faire ce qui lui plaît. »

Au cours de la guerre de libération du Bangladesh en 1971, les militaires pakistanais et les milices bihari et razakar alliées ont violé entre 200 000 et 400 000 femmes bangladaises dans le cadre d'un campagne de viols systématiques. Certaines victimes ont été violées jusqu'à 80 fois en une nuit.
Au cours du génocide au Rwanda, la violence a pris une tournure particulière car les femmes et les filles étaient les cibles d'agressions sexuelles systématiques. Le viol a frappé entre 250 000 et 500 000 victimes,. Les survivantes subissent la stigmatisation sociale et beaucoup d'entre elles se sont aussi trouvées infectées par le VIH. En conséquence, les victimes ont été déchues de leurs droits sur les biens et les héritages et leurs perspectives d'embauche sont réduites. La première femme accusée et condamnée pour viol en tant qu'arme de génocide est Pauline Nyiramasuhuko. Environ 1 % de ces viols ont donné lieu à des naissances, soit de 2 000 à 5 000 enfants concernés selon les estimations. Les enfants ont vécu le même rejet que leurs mères (quand il leur restait une famille), et sont rejetés par la lignée paternelle, quand elle est connue. Ajouté à la difficulté de raconter la filiation, au fait qu'ils soient perçus à la fois comme victimes et (enfants de) bourreaux, ces éléments font qu'ils ont une perte de tout repère parental, et héritent souvent du stress post traumatique de leur mère, « Ihahamuka » ou « Ihungabana » selon les mots forgés au Rwanda pour décrire spécifiquement cet état résultant du génocide.
En 1996, Beverly Allen écrit Rape Warfare: The Hidden Genocide in Bosnia-Herzegovina and Croatia où, pour la première fois, apparaît le terme « viol génocidaire » (genocidal rape) pour décrire les crimes des forces armées serbes concernant leur politique de viols avec l'intention de perpétrer un génocide. Dans son ouvrage, Beverly Allen compare le viol en tant qu'arme d'un génocide avec la guerre biologique. Dans le cadre du conflit en Bosnie-Herzégovine, Allen propose la définition suivante : « une politique militaire de viols à des fins de génocide, actuellement pratiquée en Bosnie-Herzégovine et en Croatie par l'armée yougoslave, les forces serbes de Bosnie et les milices irrégulières appelées Chetniks ». En raison de la couverture médiatique des viols massifs pendant le nettoyage ethnique perpétré par les milices serbes dans les années 1990, des experts se sont intéressés à sa dimension génocidaire. D'après Catharine MacKinnon, les viols massifs commis par les armées serbes « révèlent à la fois la misogynie et le génocide » ; elle pense que le viol peut représenter une forme d'extermination,,.
Dans l'actuelle guerre du Darfour, les milices janjawid ont perpétré des crimes (en) décrits comme des viols en tant que génocide, non seulement sur les femmes mais aussi des enfants et des bébés, frappés à mort ; la mutilation sexuelle des victimes est courante.